# Neal Thompson
Pour les articles homonymes, voir Thompson.
Neal Thompson (né le 16 janvier 1965 au New Jersey) est un auteur américain.

## Ouvrages
- Light This Candle: The Life and Times of Alan Shepard (2005).  (ISBN 1-4000-8122-X)
- Driving with the Devil: Southern Moonshine, Detroit Wheels, and the Birth of NASCAR (2007).  (ISBN 1-4000-8226-9)
- Hurricane Season: Hurricane Season: A Coach, His Team, and Their Triumph in the Time of Katrina (2007).  (ISBN 1-4165-4070-9)
- A Curious Man: The Strange and Brilliant Life of Robert "Believe It or Not!" Ripley (2013).  (ISBN 978-0-7704-3622-3)
- Kickflip Boys: A Memoir of Freedom, Rebellion, and the Chaos of Fatherhood (2018).  (ISBN 978-0-0623-9434-7)